# Bém László
Bém László (Üllő, 1865. szeptember 1. – Budapest, Kőbánya, 1937. április 9.) élelmiszervegyész.

## Életútja
Bém József és Engesser Emília fia. A kolozsvári Ferenc József Tudományegyetemen szerzett bölcsészdoktori diplomát 1888-ban, majd ugyanott a kémiai tanszék asszisztense volt. 1891-ben került Budapest Főváros Vegyészeti és Élelmiszervizsgáló Intézetéhez, ahol 1911 és 1929 között aligazgatói posztot töltött be. Tevékenyen részt vett az élelmiszerhamisítás elleni küzdelemben. Fő területe volt a tej és tejtermékek vizsgálat, azon belül az egyes alkotórészek közötti összefüggések kutatása. Felelős szerkesztője volt a Magyar Tejipar c. szakfolyóiratnak egészen haláláig. Több szakcikket is publikált. Halálát tüdőbeszűrődés okozta. Felesége Bielicsky Mária volt.

## Fontosabb művei
- Tanulmány az elnyeletés tüneményeiről. – A chemia szó eredete. – Előadási kísérlet a Raoul-féle törvény demonstrálására. (Vegytani Lapok, 1889)
- A száraz tejmaradék – tej-extractum – fajsúlya. (Magyar Chemiai Folyóirat, 1896)
- Adatok a méz vizsgálatához. Chengery Papp Elemérrel. (Magyar Chemiai Folyóirat, 1897)
- Táp- és élvezeti szerek vizsgálata. 1–5. Chengery Papp Elemérrel. (Magyar Chemiai Folyóirat, 1898–1899)
- A tej fajsúlyának számértéke, a tejzsír és a szárazanyag százalékos mennyisége közötti számbeli kapcsolatokról. (Bp., 1912)
- A Székesfővárosi Vegyészeti és Élelmiszervizsgáló Intézet 1910. évi működése. (Városi Szemle, 1912)
- Törvényszerűségek a tehéntej összetételében és azok gyakorlati jelentősége. (Bp., 1931)
- A gázok oldhatósága és az oldószer fajsúlya közötti kapcsolat. (A magyar orvosok és természetvizsgálók nagygyűlésének munkálatai, 1933)